# Niederau
Niederau ist eine Gemeinde in Sachsen.

## Geographie

### Nachbargemeinden
Im Südwesten der Gemeinde grenzt die Kreisstadt Meißen an, entgegen dem Uhrzeigersinn schließen sich die Gemeinden Weinböhla, Moritzburg, Ebersbach, Priestewitz und Diera-Zehren an. Südöstlich schließen sich nacheinander die Städte Coswig, Radebeul und Dresden an.

### Gemeindegliederung
Niederau besteht aus den Ortsteilen Gohlis, Gröbern, Großdobritz, Jessen, Niederau, Oberau und Ockrilla.

### Ortschaften
In Niederau lebten am 31. Dezember 2022 insgesamt 4127 Menschen. Die Einwohner verteilen sich wie folgt auf die einzelnen Ortschaften:
| Ort         | Einwohner |
| ----------- | --------- |
| Niederau    | 2045      |
| Oberau      | 212       |
| Gohlis      | 116       |
| Ockrilla    | 675       |
| Großdobritz | 368       |
| Gröbern     | 458       |
| Jessen      | 253       |

## Geschichte
Am 1. Juli 1950 wurde die bis dahin eigenständige Gemeinde Oberau (mit Gohlis) eingegliedert.
Am 1. Januar 1994 wurden Gröbern (mit Jessen), Großdobritz und Ockrilla eingemeindet.

## Politik

### Gemeinderat
- UWV: 4
- GfN: 3
- CDU: 3
- AfD: 4

Seit der Gemeinderatswahl am 9. Juni 2024 verteilen sich die 14 Sitze des Gemeinderates folgendermaßen auf die einzelnen Gruppierungen:
- Unabhängige Wählervereinigung Niederau (UWV): 4 Sitze
- AfD: 4 Sitze
- CDU: 3 Sitze
- Gemeinsam für die Gemeinde Niederau: 3 Sitze

| Wahlvorschlag                          | 2024   | 2024   | 2019   | 2019   | 2014   | 2014   |
| Wahlvorschlag                          | Sitze  | in %   | Sitze  | in %   | Sitze  | in %   |
| -------------------------------------- | ------ | ------ | ------ | ------ | ------ | ------ |
| Unabhängige Wählervereinigung Niederau | 4      | 30,8   | 8      | 50,0   | 8      | 52,4   |
| AfD                                    | 4      | 26,0   | 2      | 19,8   | –      | –      |
| CDU                                    | 3      | 24,1   | 3      | 24,4   | 4      | 30,2   |
| Gemeinsam für die Gemeinde Niederau    | 3      | 19,1   | –      | –      | –      | –      |
| FDP                                    | –      | –      | –      | 5,8    | 2      | 12,4   |
| SPD                                    | –      | –      | –      | –      | –      | 5,0    |
| Wahlbeteiligung                        | 74,8 % | 74,8 % | 71,2 % | 71,2 % | 51,5 % | 51,5 % |

### Bürgermeister
Steffen Sang (parteilos) war von 2010 bis 2022 Bürgermeister von Niederau.
Thomas Claus (parteilos) wurde im September 2022 zum Bürgermeister von Niederau gewählt.
| Wahl | Bürgermeister   | Vorschlag | Wahlergebnis (in %) |
| ---- | --------------- | --------- | ------------------- |
| 2022 | Thomas Claus    | Claus     | 57,6                |
| 2017 | Steffen Sang    | Sang      | 65,2                |
| 2010 | Steffen Sang    | UWV       | 72,4                |
| 2003 | Manfred Schmidt | Schmidt   | 67,0                |

### Wappen
| Wappen von Niederau | Blasonierung: „Ein stilisiertes Schild, welches grün umrandet ist; mittig 3 grüne stilisierte Laubbäume auf weißem Grund, wobei zwischen 2 kleinen Bäumen ein großer Baum steht; die Bäume wachsen auf grünem Grund“ |
| Wappen von Niederau | |

### Ortspartnerschaft
Niederau unterhält eine Partnerschaft mit der Gemeinde Hirschberg an der Bergstraße in Baden-Württemberg.

## Wirtschaft und Infrastruktur

### Verkehr
Der Bahnhof Niederau besitzt das zweitälteste erhaltene Bahnhofs-Empfangsgebäude Deutschlands (Fertigstellung zum 1. April 1842), es war lange Zeit das älteste in Betrieb befindliche Empfangsgebäude Deutschlands. Der Bahnhof liegt an der Bahnstrecke Leipzig–Dresden, die hier bis 1933 durch den 513 m langen Oberauer Tunnel führte. Vom Bahnhof Niederau gibt es regelmäßige Zugverbindungen nach Dresden, Riesa, Leipzig und Elsterwerda.
Durch den Ort führt neben dieser Bahnstrecke auch die Bahnstrecke Berlin–Dresden. An dieser liegt jedoch kein Personenzughalt im Gemeindegebiet.
Durch den Ort führt die Staatsstraße 80, die Meißen und Weinböhla miteinander verbindet. Es gibt eine regelmäßige Busverbindung zu diesen beiden Orten. Der Flughafen Dresden ist durch die Staatsstraße 81 erreichbar, die ebenfalls durch das Gemeindegebiet führt.

### Bildung
In Niederau befindet sich eine Grundschule.

## Kultur und Sehenswürdigkeiten
- siehe auch: Liste der Naturdenkmale in Niederau
- siehe auch: Liste der Kulturdenkmale in Niederau

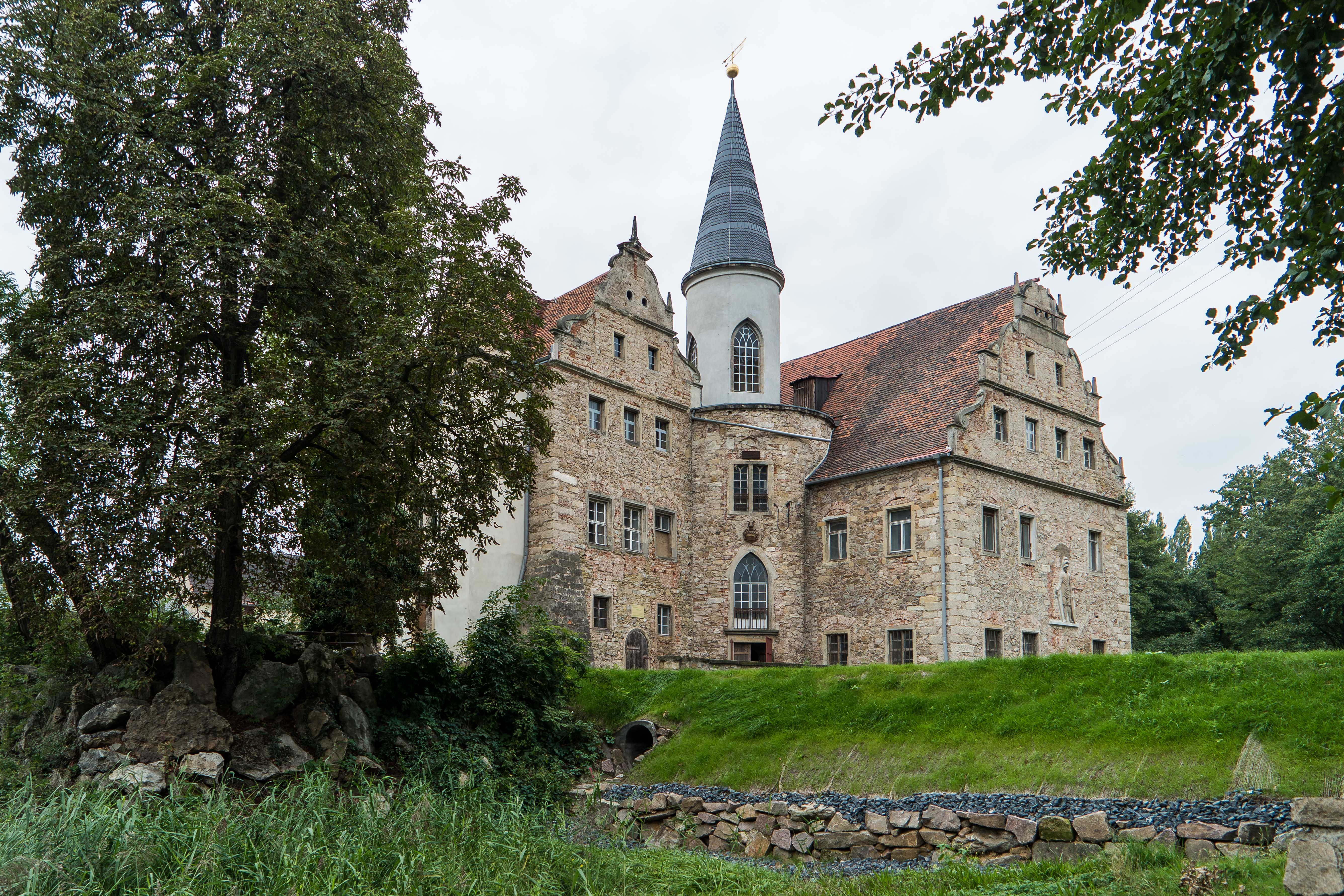
Schloss Oberau
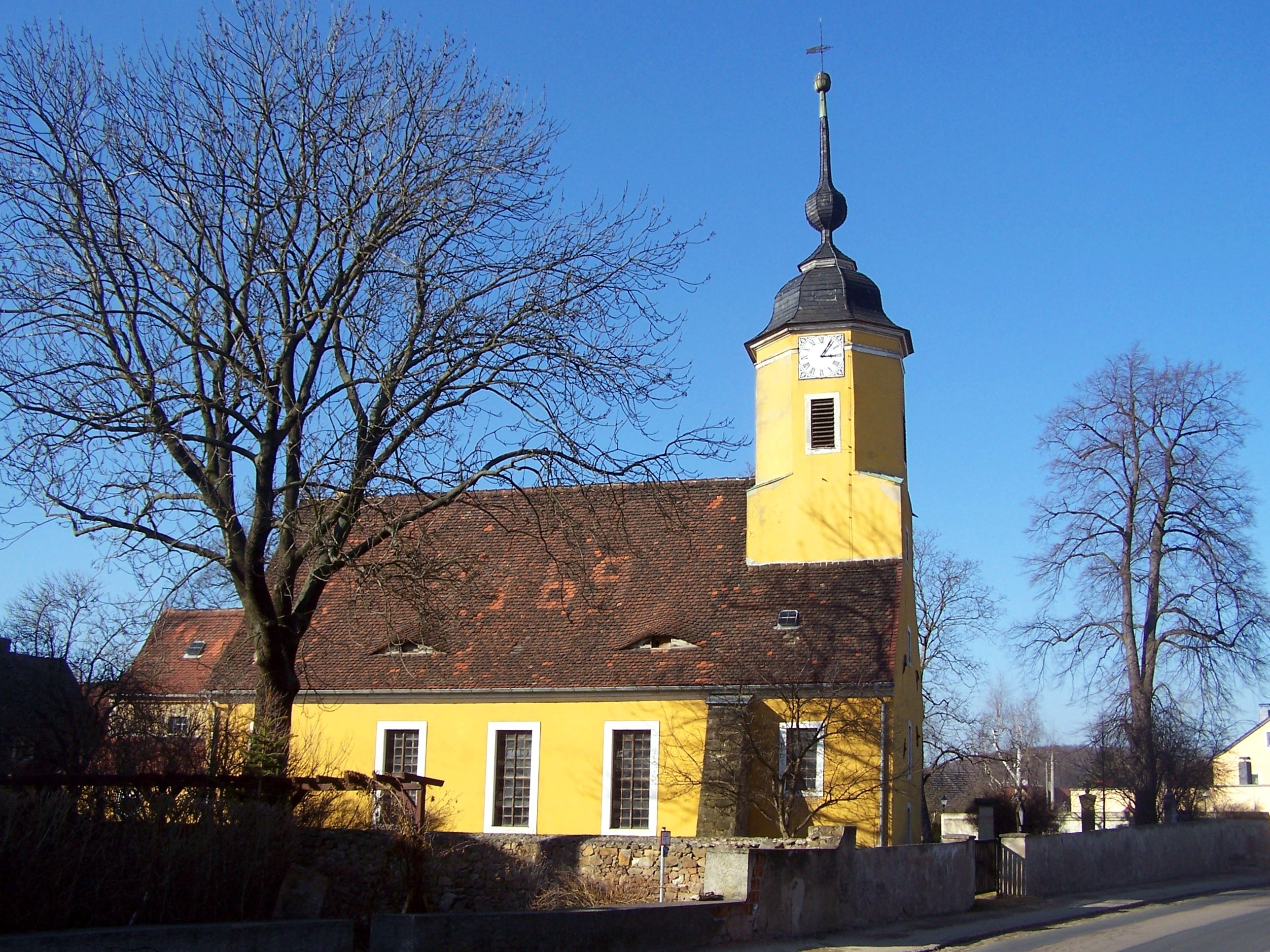
Kirche Oberau
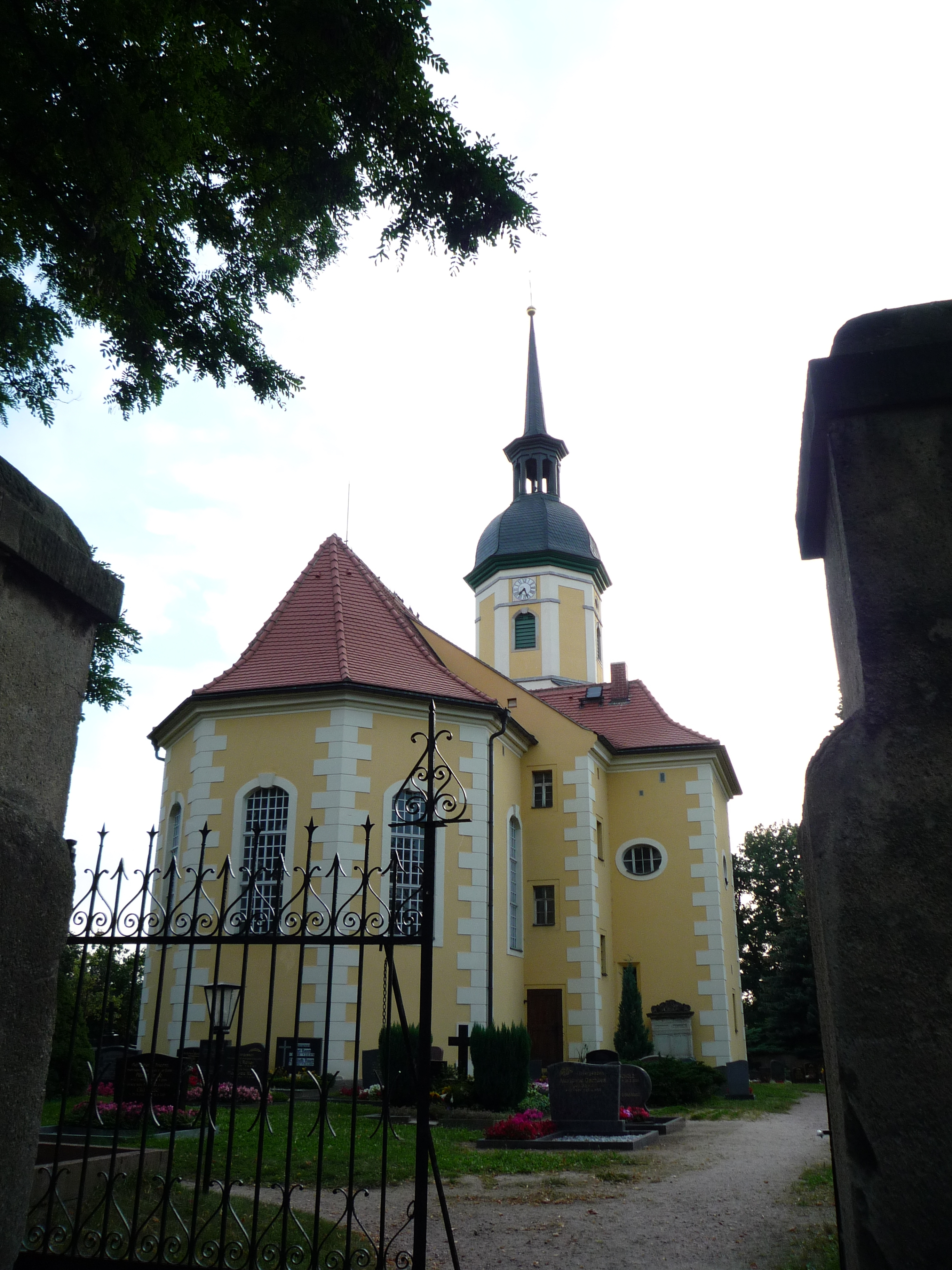
Kirche Gröbern
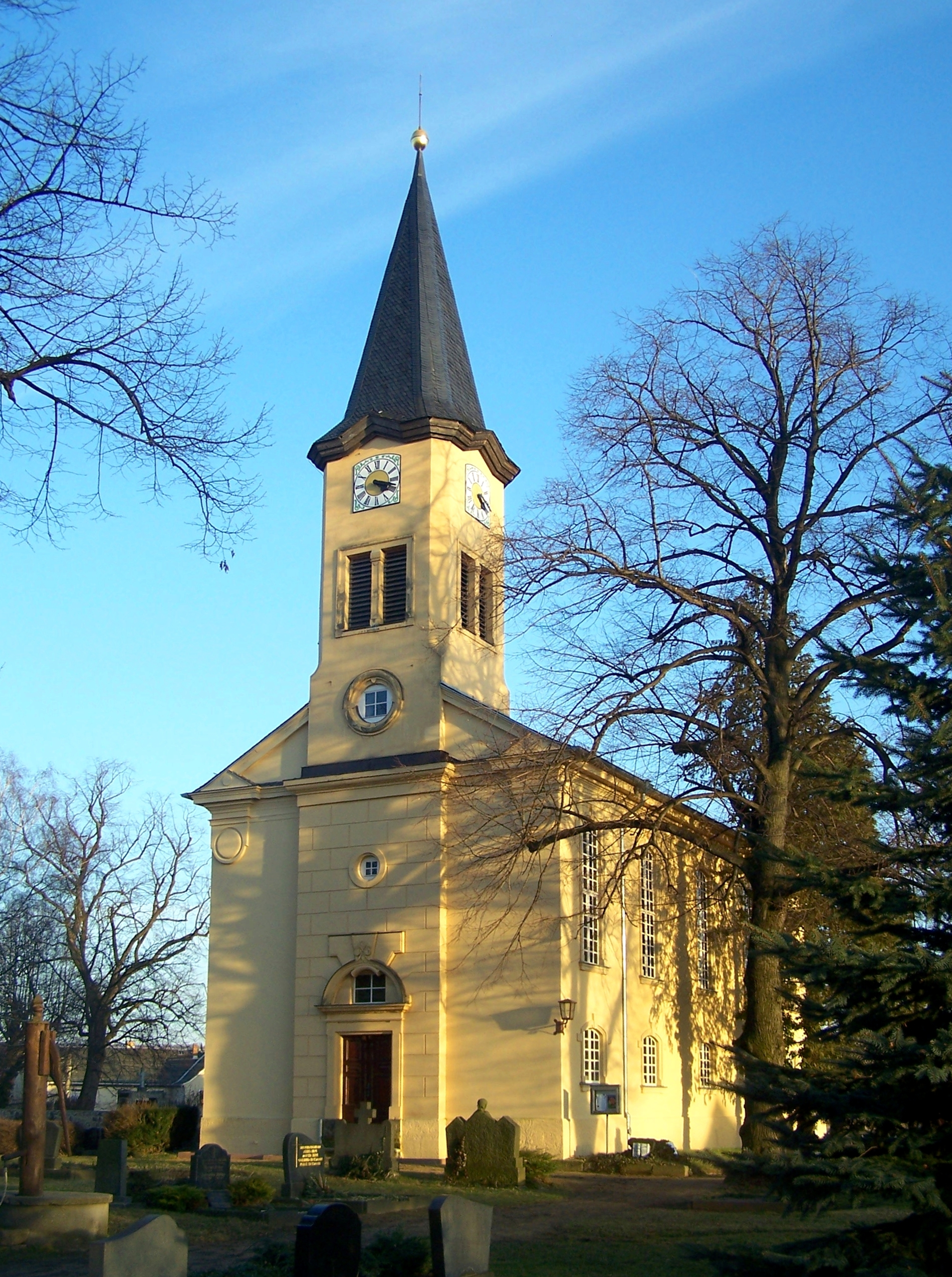
Kirche Niederau
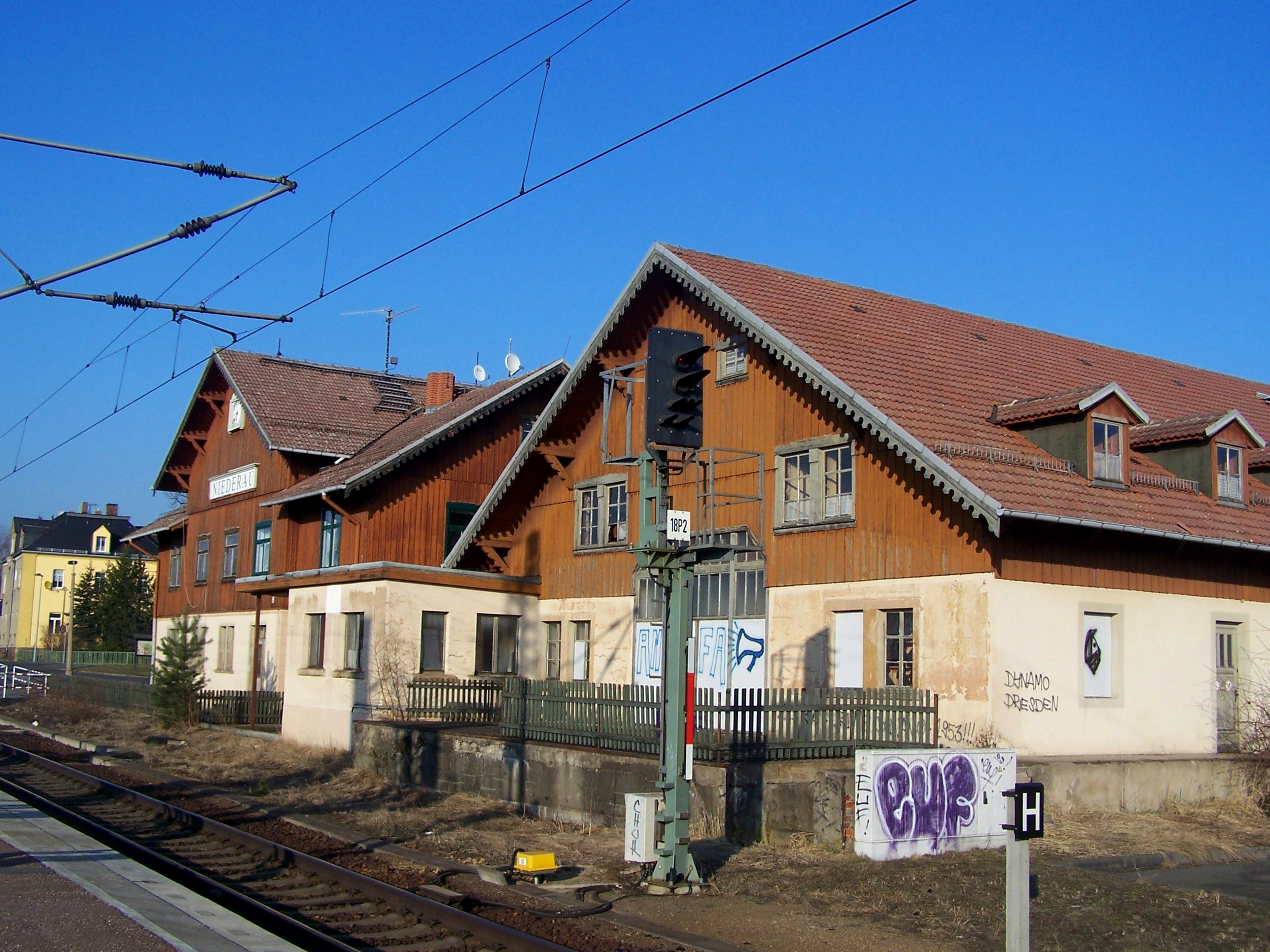
Bahnhof Niederau
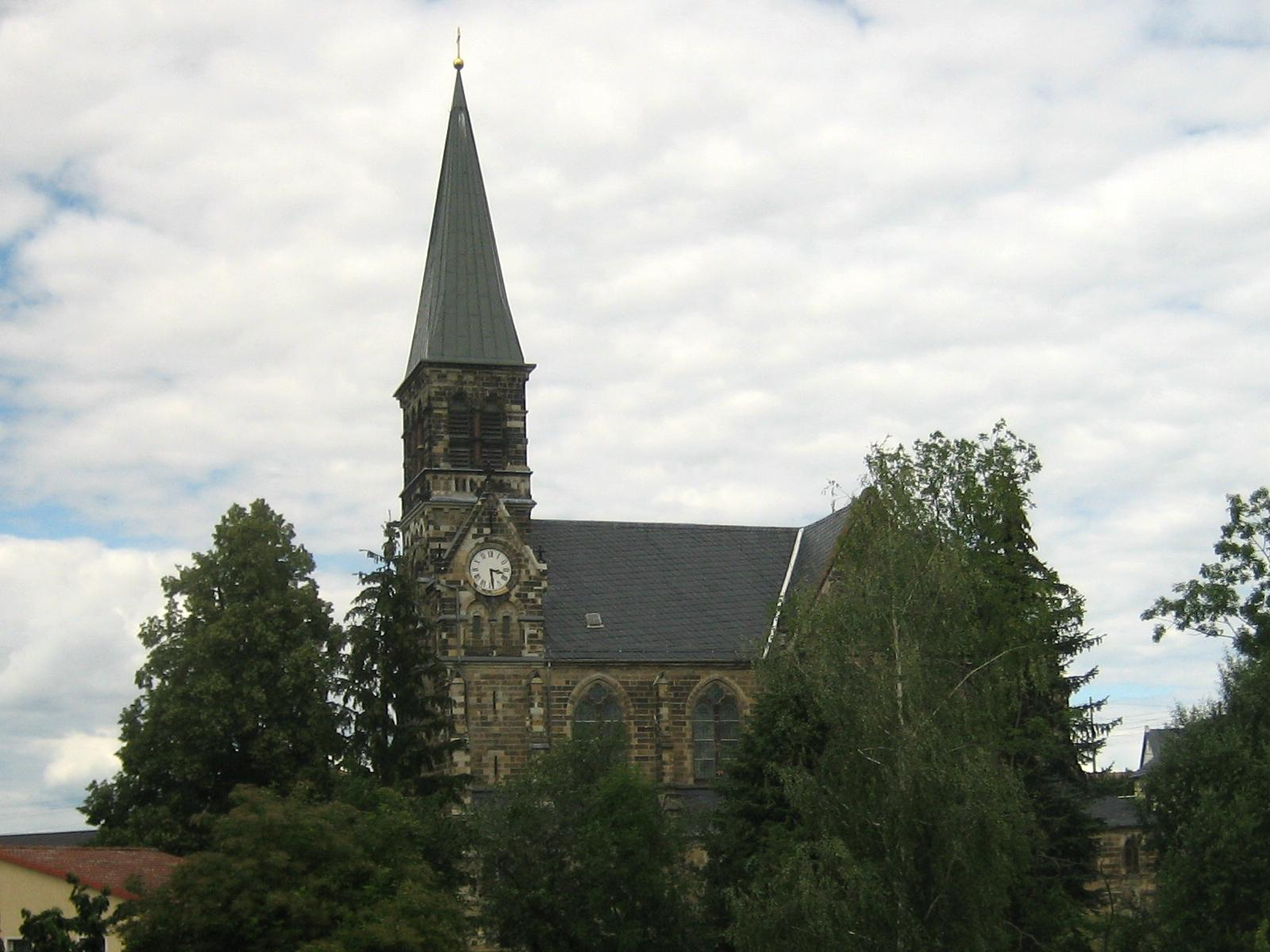
Kirche Großdobritz

## Persönlichkeiten
- Wolfram Hesse (1932–2021), Bildhauer und Maler
- Jürgen Karthe (* 1964), Bandoneonspieler, Komponist und Fachbuchautor